# Sportin' Life
Sportin' Life is een muziekalbum dat in 1985 werd uitgebracht door de jazzrock-formatie Weather Report.

## Nummers
1. Corner Pocket (Zawinul) – 5:46
2. Indiscretions (Zawinul) – 4:05
3. Hot Cargo (Zawinul) – 4:41
4. Confians (Cinelu) – 5:07
5. Pearl On the Half Shell (Shorter) – 4:06
6. What's Going On (Renaldo Benson, Alfred Cleveland, Marvin Gaye) – 6:29
7. Face on the Barroom Floor (Shorter) – 3:59
8. Ice-Pick Willy (Zawinul) – 5:00

## Musici
- Joe Zawinul - Keyboards
- Wayne Shorter - Saxofoons
- Omar Hakim - Drums, achtergrondzang op "Confians"
- Victor Bailey - Bas, achtergrondzang op "Confians"
- Mino Cinélu - Percussie, zang en akoestisch gitaar op "Confians"

Bandleden: Joe Zawinul · Wayne Shorter · Jaco Pastorius · Peter Erskine

Miroslav Vitouš · Eric Gravatt · Alphonse Mouzon · Airto Moreira · Alex Acuña · Manolo Badrena · Dom Um Romão · Alphonso Johnson · Victor Bailey · Omar Hakim · José Rossy
Discografie: Weather Report (1971) · I Sing the Body Electric · Live in Tokyo · Sweetnighter · Mysterious Traveller · Tale Spinnin' · Black Market · Heavy Weather · Mr. Gone · 8:30 · Night Passage · Weather Report (1982) · Procession · Domino Theory · Sportin' Life · This Is This